# Tobia, Un millimetro e mezzo di coraggio
Tobia. Un millimetro e mezzo di coraggio è il primo libro di Timothée de Fombelle (1973), il cui seguito è Tobia. Gli occhi di Elisha. Nell'edizione originale in Francia il libro è edito da Gallimard Jeunesse, e in Italia da San Paolo.

## Trama
Tobia Lolness è un ragazzino che vive con il suo popolo su una grande quercia. Suo padre, un famosissimo inventore, si rifiuta di consegnare il segreto di un'invenzione rivoluzionaria al Consiglio dell'Albero: in mani sbagliate potrebbe essere pericolosissima per il futuro della quercia. Per questo motivo lui e la sua famiglia vengono esiliati ai Rami Bassi, appunto la parte più bassa della chioma dell'albero. Qui il protagonista incontra Elisha, con cui stringe una bellissima amicizia.
Durante i cinque anni che trascorre in esilio, il grasso Jo Mitch prende il potere con la sua Jo Mitch Arbor. Jo Mitch e i suoi scagnozzi mettono consapevolmente a rischio la vita dell'albero con le trivellazioni che ordiscono allo scopo di creare nuove città.
I genitori di Tobia, Sim e Maia Lolness, vengono arrestati dopo essere tornati in segreto alle Cime, a casa della madre di Maia. Tobia riesce a fuggire e intraprende un pericoloso viaggio per tornare a quella che davvero può chiamare casa sua, ai Rami Bassi, mosso dal desiderio di rincontrare Elisha, la sua bella amica dagli occhi splendidi.